# Rito di fertilità

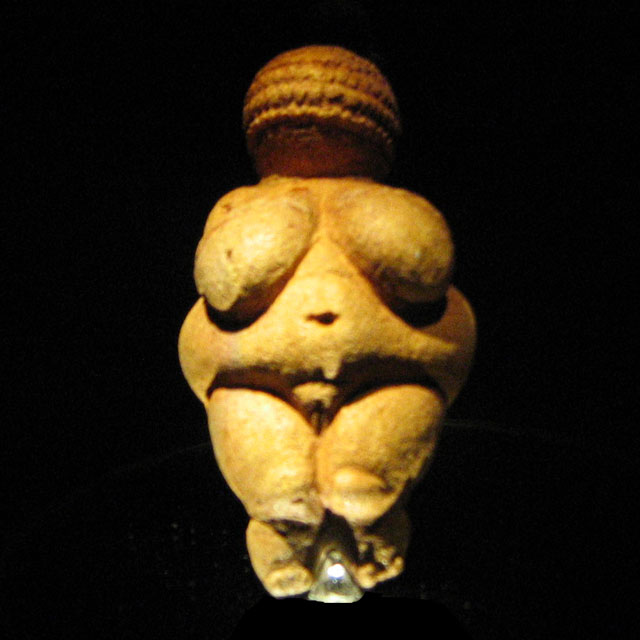
La Venere di Willendorf, una delle forme preistoriche di Dea della fertilità.

Un rito di fertilità è un rituale religioso che rimette in scena, sia in atto che simbolicamente, atti sessuali e/o processi riproduttivi: "l'intossicazione sessuale è una componente tipica dei riti delle varie divinità della fertilità che controllano la riproduzione dell'essere umano, degli animali e delle piante".
Essi possono inoltre comportare il sacrificio di un animale primordiale, che dev'essere immolato per la causa della fertilità universale o, addirittura, per rendere possibile la creazione del mondo; mentre non vi sono d'altra parte prove inerenti l'ipotesi che il culto preistorico della Dea o Grande Madre-Terra in forma di riti della fertilità includesse o fosse collegato al sacrificio umano.
Tipiche divinità attinenti a rituali della fertilità sono nell'antico Egitto gli Déi Khnum (con testa di capra), Sobek (con testa di coccodrillo) e Min (rappresentato in stato di perenne erezione, spesso associato con immagini di mais). Ma anche molte altre divinità egizie quali ad esempio Osiride, Iside e Ptah sono caratterizzati essenzialmente dal loro potere di rigenerazione e creazione della vita.
Allo stesso modo i babilonesi avevano le Dée Inanna e Ištar, mentre i sumeri onoravano Dumuzi. Tra i fenici e i cananei erano invece Baal, Adone e Tammuz a svolgere una tale funzione, e per un certo periodo il filisteo Dagon fu una tipica divinità della fertilità. Nella mitologia greca vi sono Pan, Era, Afrodite e Demetra che hanno un ruolo preminente di fertilità, in Frigia s'impone il culto di Attis. La mitologia norrena ha Freyr e Freyja i quali sono stati particolarmente associati alla fertilità.

## Caratteristiche

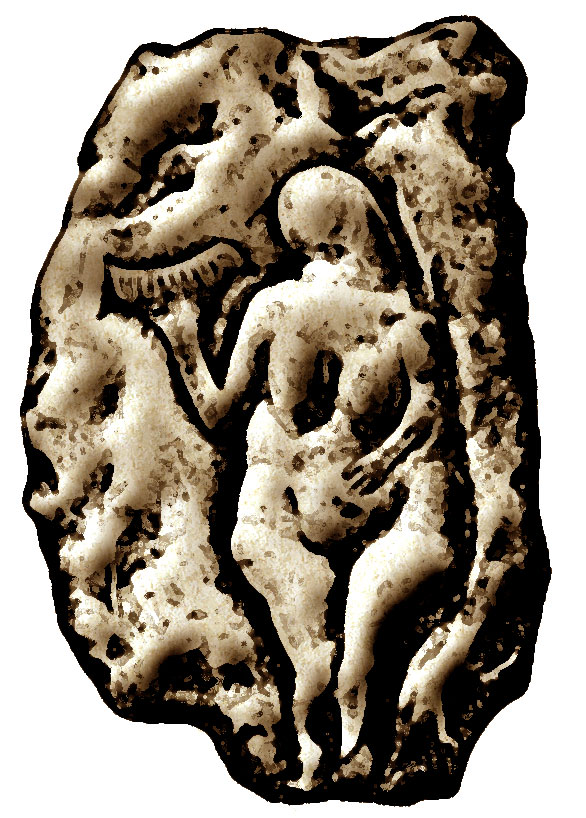
La Venere di Laussel, una delle più antiche rappresentazioni di culto rivolto all'idea di fertilità.

Un Rito di fertilità può verificarsi come una delle forme espressive dei cicli stagionali-calendariali, in qualità di rito di passaggio per oltrepassare felicemente un determinato periodo dell'esistenza (ad esempio quello che dall'infanzia conduce all'età adulta), o come rituale ad hoc. Comunemente i rituali di fertilità sono incorporati all'interno di movimenti religiosi di ordine più grande o di altre istituzioni sociali.

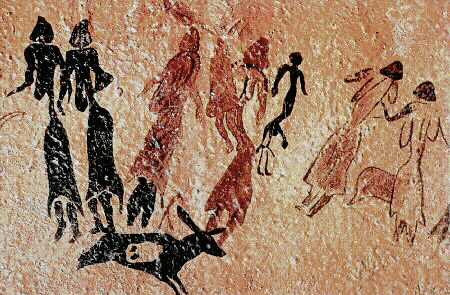
La "danza del Cogul" a Roca dels Moros in Spagna.

La pittura rupestre, che mostra animali sul punto di accoppiarsi, è servita a rappresentare riti di fertilità magici, accade che tali riti siano anche una forma di magia simpatica in cui le forze della natura sono pronte per esser influenzate dall'esempio seguito/messo in atto nel rito. A volte le cerimonie hanno lo scopo di assicurare la fecondità della terra o di un gruppo di donne e può comportare qualche forma di rituale sessuale o adorazione dell'organo sessuale maschile in stato di erezione (atto quindi alla generazione) attraverso il simbolismo fallico.

## Varietà geografiche

### Antica Grecia
Centrale nei riti di fertilità della Grecia classica fu la figura della Dea Demetra, Signora della fertilità naturale. I suoi riti celebravano la processione delle stagioni, il mistero della nascita delle pante e dei frutti, sempre ritornanti all'interno del loro ciclo annuale comprendente nascita-vita-morte ed infine rinascita.
La maggior parte delle festività riservate alle donne erano collegate in qualche modo al corretto funzionamento dell'apparato generativo femminile, grazie al quale - quando è fertile - si propaga la vita: la donna come essere fertile permette in tal modo, per trasposizione simpatica, la promozione della fertilità delle colture e diviene pertanto protettrice simbolica dell'agricoltura.
A causa del suo legame con la vendemmia, però, non è sorprendente vedere strettamente associato a Demetra e Persefone-Kore (all'interno dei misteri eleusini) il dio del vino Dioniso; anch'egli rappresentato come essere uno dei grandi portatori di forza vitale nel mondo.

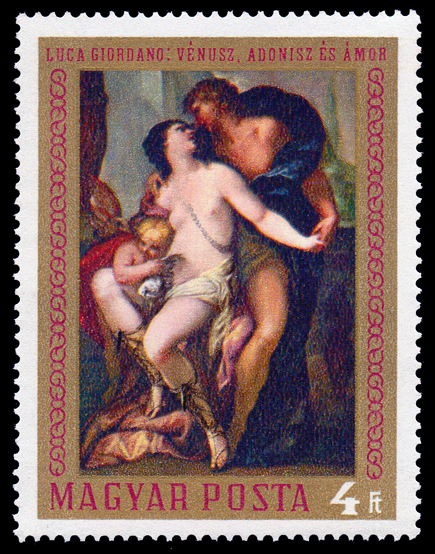
"Cupido, Venere e Adone", di Luca Giordano. Poste ungheresi 1970.

### Fenicia
Gli antichi Fenici eseguivano uno speciale sacrificio all'inizio della stagione dei raccolti, verso settembre, con l'intento di risvegliare lo spirito della vite; mentre il rito di fertilità eseguito durante l'inverno aveva lo scopo di ripristinare lo spirito temporaneamente appassito della pianta vinifera ed all'interno di esso era incluso anche il sacrificio di un capretto da cucinare nel latte di sua madre. La sua variante presente nella religione cananea è stata condannata e formalmente proibita dalla legge mosaica.
La morte di Adone, uno spirito della vegetazione che si manifesta nel seme della pianta di mais, veniva rappresentata nella più bella e caratteristica tra le feste fenicie, che veniva celebrata subito dopo il tempo del raccolto.

### Celti
La festività di Beltane segna il passaggio dalla stagione fredda a quella calda, dall'oscurità alla luminosità del mondo. In ambito di folclore occidentale rimane come Albero di maggio.
Rito della fertilità era quello di scivolare su una pietra della fertilità, chiamata anche scivolo della fertilità o scivolo delle donne.

### Australia
Émile Durkheim ha esplorato gli usi cerimoniali degli aborigeni australiani, svolti per assicurare la prosperità delle specie animali o vegetali che servono il clan nella loro qualità di totem. Tali cerimonie prendono la forma sia di oblazioni, che possono o meno essere sanguinose, che di riti consistenti in movimenti e grida il cui scopo è quello di imitare i diversi aspetti ed atteggiamenti degli animali la cui riproduzione è desiderata.
Durkheim ha concluso che i riti, in particolare quelli che si ripetono a cadenza periodica, chiedono niente più che la prosecuzione del corso normale della Natura; non è pertanto affatto sorprendente il fatto che in genere il risultato sia esattamente quello voluto.

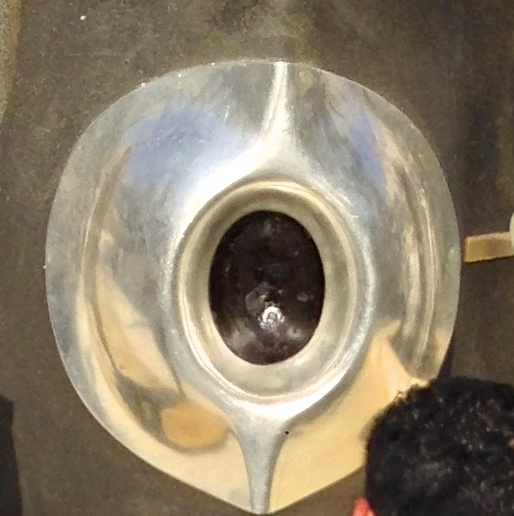
La Pietra Nera nella sua cornice d'argento, La Mecca.

### Arabia
Secondo Ibn Ishaq, il primo biografo del profeta Maometto, afferma che la Kaʿba era precedentemente all'apparizione dell'Islam sede e luogo di riposo di una divinità femminile, la cui circumambulatio veniva spesso eseguita dai pellegrini maschi - e a volte anche femmine - nudi. Il tutto all'interno di un culto associato con divinità della fertilità.
Alcuni hanno notato l'evidente somiglianza della cornice d'argento in cui è racchiusa la Pietra Nera all'apparato genitale femminile esterno..

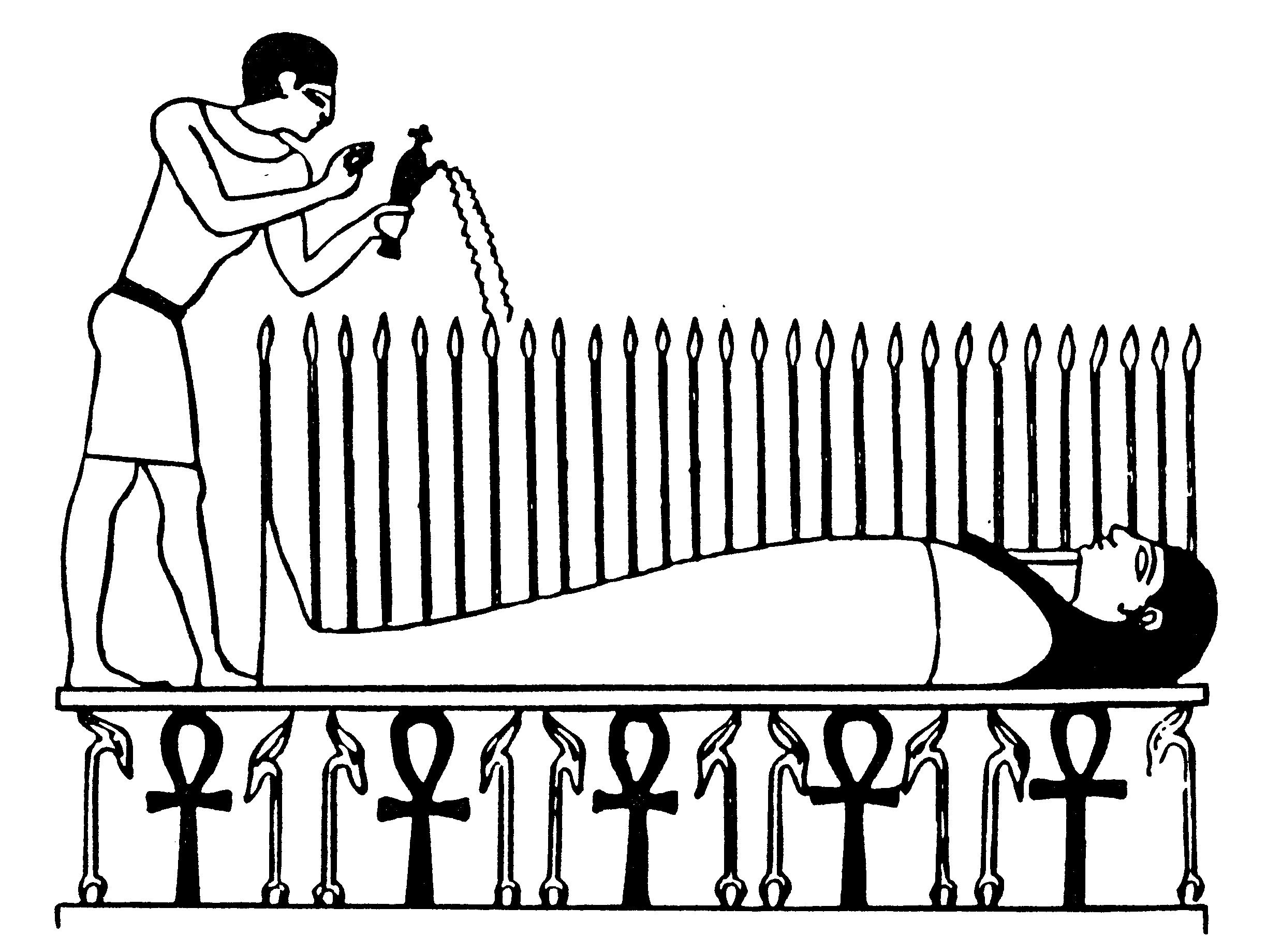
Annaffiatura delle piante, che così possono felicemente germogliare direttamente dalla mummia di Osiride.

### Giappone
La danza erotica di Ama-no-Uzume messa in scena nella mitologia giapponese per ottenere la ricomparsa del sole, è probabilmente un residuo di antichi riti di fertilità.

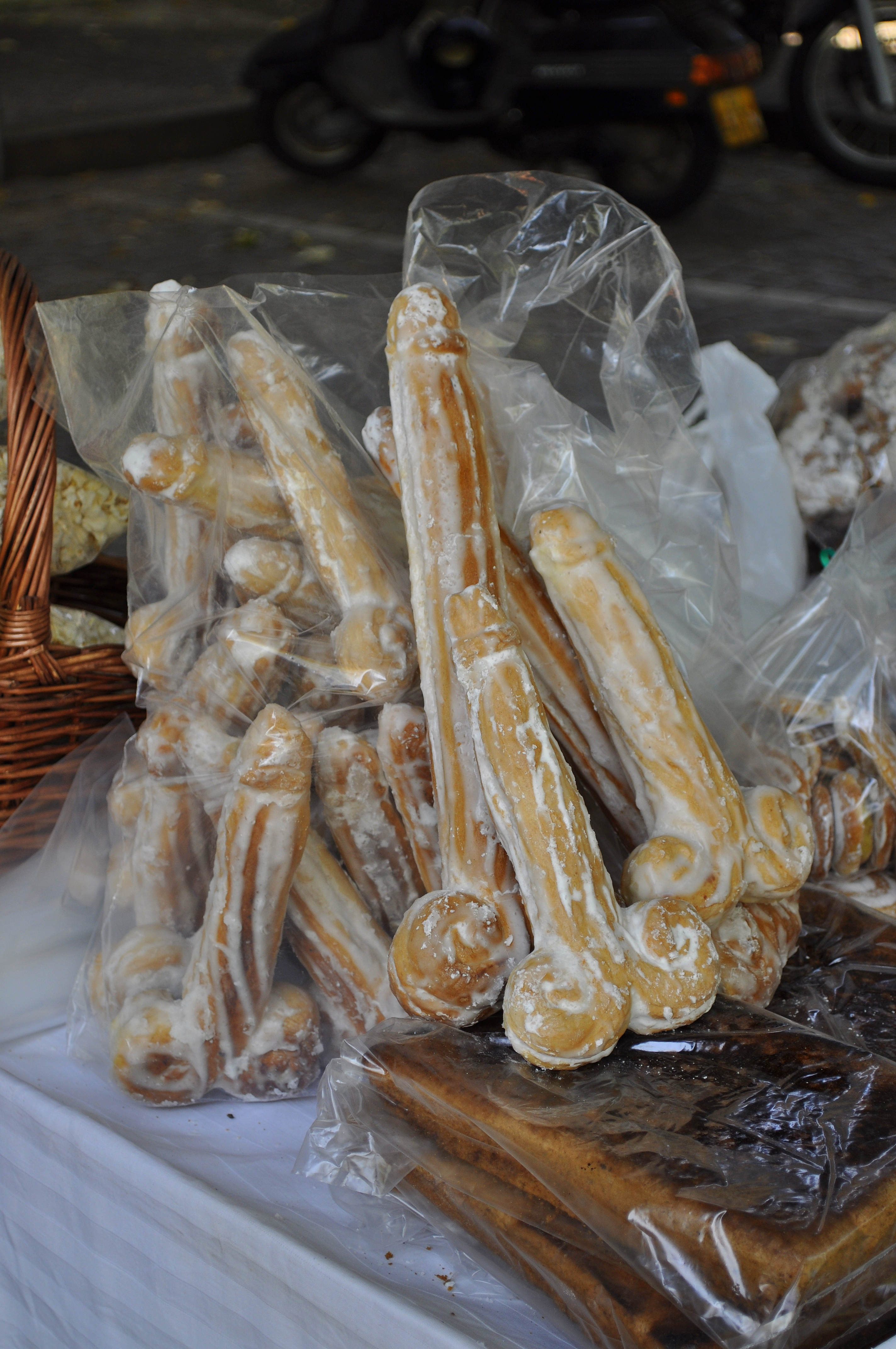
Pasticceria erotica portoghese, rifacentesi ad antichi riti celtici di fertilità.

## Sviluppi contemporanei
In occidente, uno dei casi nati nel '700 e resistiti fino ad oggi, all'interno dell'ambito cattolico, è quello della cosiddetta sedia della fertilità nella chiesa di Santa Maria Francesca delle Cinque Piaghe a Napoli. All'interno del convento contiguo alla chiesa si trova difatti una sedia ritenuta miracolosa dai fedeli perché capace, a lor dire, di migliorare la condizione di fertilità delle donne che vi siedono sopra. Secondo la leggenda, la sedia era proprio quella dove solitamente Maria Francesca sedeva per riposare e trovare sollievo mentre avvertiva i dolori della Passione. Oggi chi vuol chiedere una grazia alla santa, vi si siede e le rivolge una preghiera. Questo rituale è particolarmente seguito dalle donne sterili che desiderano il concepimento di un figlio. Nella casa-convento è custodita un'ampia collezione di ex-voto in argento che rappresentano neonati.
Lo scrittore Frederick A. Kreuzinger suggeriva che "al cuore del mito scientifico si trovano riti della fertilità che assicurano la continua fecondità dell'innovazione tecnologica".
Eric Berne sottolinea che il vocabolario di psicologia, psicoanalisi e scienze sociali può essere utilizzato anche come un intellettuale La sagra della primavera dove la psiche smembrata e sofferente della vittima, rimasta sparsa sul pavimento, viene infine fatta tornare insieme e riunita per poter esser così più fertile di prima.

## Letteratura
Il motivo presente in Sir Gawain e il Cavaliere Verde, l'uomo verde che dev'essere decapitato, data fin dai tempi antichi ed è associato ad un rito di fertilità, che era quello di garantire la morte rituale dell'uomo verde ed una fiorente rinascita primaverile delle colture.
Il poeta inglese Thomas Stearns Eliot nel suo poema intitolato La terra desolata evoca con nostalgia una società classica fondata sulle prassi rituali in cui i partecipanti ai riti di fertilità mimano la caduta ed il ritorno dei cicli naturali della vita di tutti gli esseri viventi; un tempo in cui si mantiene il naturale ritmo delle stagioni della vita tramite la danza rituale.

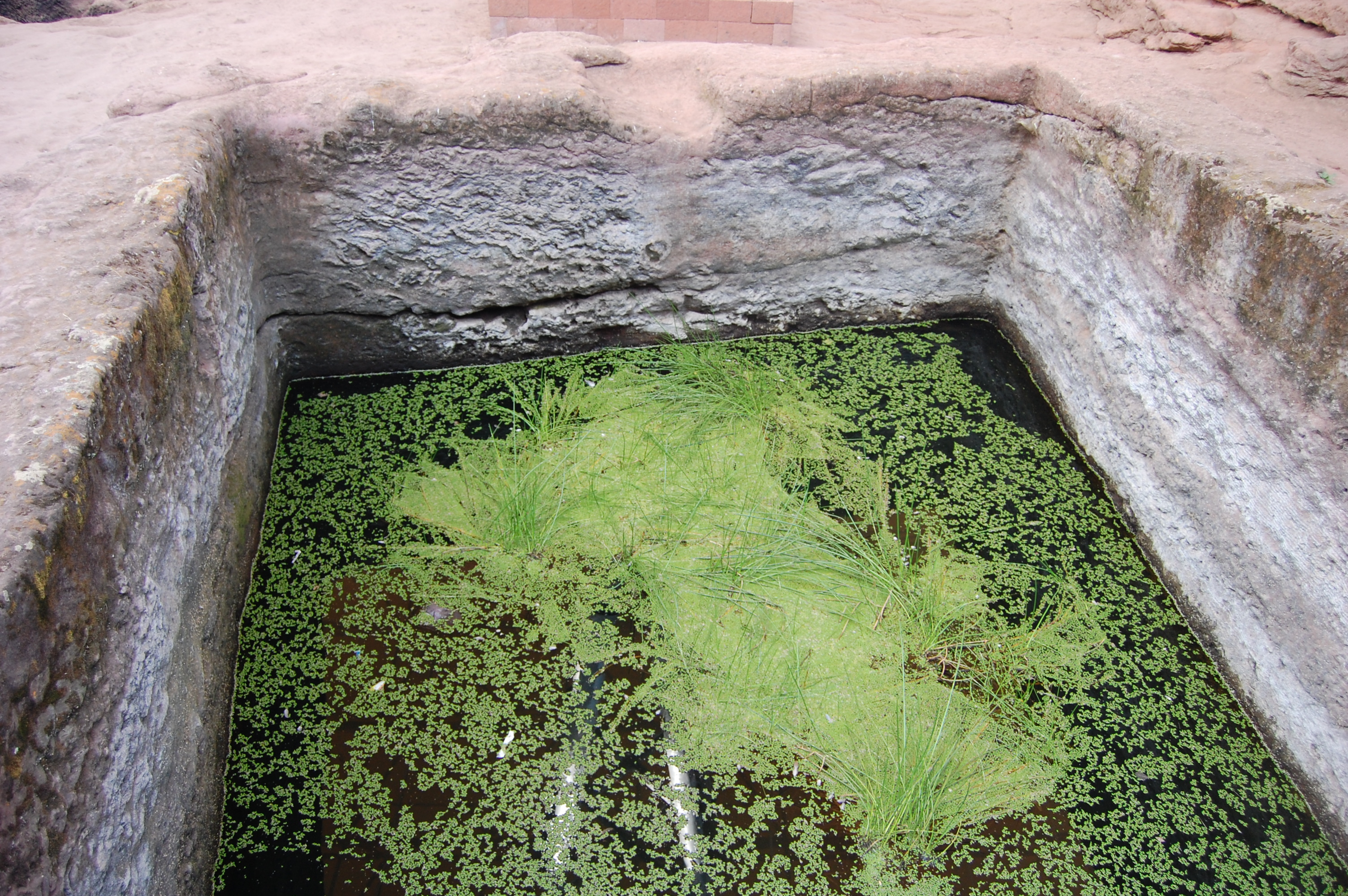
La "piscina della fertilità" a Bet Maryam, in Etiopia.